# Tay (chatbot)
Tay var en kunstig intelligens chatbot som oprindeligt blev lanceret af Microsoft Corporation via Twitter den 23. marts 2016.
Tay blev efterfølgende kontroversiel, da chatbotten begyndte at poste oprivende og stødende tweets gennem dens Twitter-konto, hvilket tvang Microsoft til at lukke servicen kun 16 timer efter sin lancering.
Ifølge Microsoft var grunden at internettrolde som "angreb" servicen, da chatbotten lavede svar baseret på dens interaktioner med folk på Twitter.
Tay blev hurtigt erstattet af Zo.